# گاوماهی خارگونه
گاوماهی خارگونه (نام علمی: Oplopomus oplopomus) نام یک گونه از سرده گاوماهی‌های زره‌پوش است.